# Parafia św. Macieja Apostoła w Bełchowie
Parafia św. Macieja Apostoła w Bełchowie – rzymskokatolicka parafia  należąca do dekanatu Łowicz-Katedra w diecezji łowickiej.
Erygowana w 1649 przez arcybiskupa gnieźnieńskiego Macieja Łubieńskiego.

## Zasięg parafii
Do parafii należą wierni z następujących miejscowości: Bełchów, Borowiny, Dzierzgów, Dzierzgówek, Polesie, Serwituty, Sierakowice Lewe i Sierakowice Prawe.